# Achelia hariettae
Achelia hariettae là một loài nhện biển trong họ Ammotheidae. Loài này thuộc chi Achelia. Achelia hariettae được miêu tả khoa học năm 1940 bởi Marcus.